# Franz Wilhelm von Ditfurth
Franz Wilhelm von Ditfurth, (7 octobre 1801 à Dankersen/Rinteln, 25 mai 1880 à Nuremberg) était un érudit collectionneur de musique ancienne, chanteur, poète, écrivain, juriste, et poète religieux prussien.
Il habitait de 1830 à 1855 chez son frère au château d'Obertheres en Bavière.
Il est l'auteur du fameux chant de Noël: O freudenreicher Tag, o gnadenreicher Tag

## Publications
- Fränkische Volkslieder, 1855, réédition 1966. (Ouvrage contenant 180 chants sacrés).
- Die historischen Volkslieder der Zeit von 1756 bis 1871, 1871.
- Die historisch-politischen Volkslieder des dreißigjährigen Krieges. édition de K. Bartsch, 1882, réimpression en 1972

Il est le demi-frère du général prussien Wilhelm von Ditfurth.